# بخش سن-ملو
بخش سن-ملو (به فرانسوی: Arrondissement de Saint-Malo) یک بخش در فرانسه است که در ایل-ا-ویلن واقع شده‌است.